# Ferenc Feketehalmy-Czeydner
Ferenc Feketehalmy-Czeydner, madžarski general, * 1890, † 1946.